# Лаский, Казимеж
Казимеж Лаский (пол. Kazimierz Łaski, имя при рождении — Гендель Цыглер (пол. Hendel Cygler); 15 декабря 1921, Ченстохова или Варшава — 20 октября 2015, Вена) — польский, позже австрийский экономист посткейнсианстского толка.

## Биография
Родился 15 декабря 1921 года в Ченстохове. Будучи евреем в оккупированной нацистами Польше, в 1943 году Гендель Цыглер получил подложные документы под польским именем Казимеж Лаский, которое позже сохранил.
Во время Второй мировой войны, Лаский являлся членом Гвардии Людовой, польского партизанского формирования, и участником подпольного сопротивления. Был ранен во время Варшавского восстания. Участие в восстании привело Лаского в Народное войско польское, а затем в Министерство общественной безопасности.
Казимеж Лаский изучал политическую экономику в академии политических наук (польск. Akademia Nauk Politycznych) с 1945 года. Получил степень магистра в 1948 году, а также получил степень в Главной школе планирования и статистики (польск. Szkoła Główna Planowania i Statystyki — SGPiS) в Варшаве. В 1954 году он получил докторскую степень в Институте общественных наук при Центральном Комитете Польской объединённой рабочей партии (польск. Instytut Nauk Społecznych przy KC PZPR), защитив диссертацию на тему: Накопление и потребление в период индустриализации Польской Народной Республики. Лаский начал работать в SGPiS в 1949 году в качестве ассистента профессора Влодзимежа Бруса.
В 1955 году стал доцентом, а в 1960 году — доцентом кафедры политической экономики факультета внешней торговли SGPiS. Руководил научными исследованиями, преподавал и приглашал Михала Калецкого читать лекции в SGPiS. В то же время Лаский читал лекции в Университете общественных наук при Центральном Комитете Польской объединённой рабочей партии (польск. Wyższa Szkoła Nauk Społecznych przy KC PZPR-WSNS).
В 1957-60 годах Лаский был заместителем декана, а затем деканом факультета экономики производства, а в 1961-63 годах — заместителем ректора SGPiS по преподавательской и научной работе. В 1961-66 годах был членом исполнительного комитета по высшему образованию при министерстве высшего образования. Был одним из основателей высшего курса планирования для экономистов из развивающихся стран, возглавлял его научный совет и впоследствии стал заместителем руководителя курса в 1963-68 годах. В 1965—1968 годах Лаский был президентом Варшавского отделения польского экономического общества.
В 1960 году Лаский получил стипендию Форда в Институте прикладных наук (совместно с профессором Франсуа Перру) в Париже. В 1964 году он был приглашён, как профессор в IHS в Вене, а в 1966-67 учебном году — работал в Сорбонне, в Париже.
«Золотой век» польской экономической школы был прерван польским политическим кризисом 1968 года. В ходе антисемитской и антиинтеллектуальной кампании (около 15 000 польских граждан еврейского происхождения были вынуждены эмигрировать из Польши) студенты и коллеги Михала Калецкого подверглись резким политическим обвинениям. В ноябре 1968 года Лаский эмигрировал из Польши и поселился в Австрии. Первоначально (1969—1971) он работал научным сотрудником в Австрийском институте экономических исследований (WIFO) на кафедре международной сравнительной экономики. Работа Лаского в WIFO повлекла за собой интенсивное сотрудничество и обмен мнениями с австрийскими экономистами Куртом Ротшильдом и Йозефом Штайндлем, а также чешско-австрийским экономистом Фридрихом Левчиком. В 1971 году Лаский был назначен полноправным профессором Линцского университета имени Иоганна Кеплера и начал работать в качестве научного сотрудника в Венском институте международных экономических исследований (WIIW).

## Профессиональная деятельность

### Ранний период в Институте общественных наук при ЦК ПОРП и SGPiS (1945-61 гг.)
Казимеж Лаский учился в то время, когда марксистская экономика пользовалась гегемонией в польских университетах. В одном из интервью он рассказывал о ранних этапах своих научных работ: «сначала я был, как и большинство польских экономистов в начале 1950-х годов, догматическим марксистом. На самом деле я занимался экономикой только тогда, когда познакомился с Михалом Калецким. В промежутке я превратился из догматика в критического марксиста, а затем полностью отвернулся от марксизма». Во время докторантуры в Институте общественных наук при ЦК ПОРП Ласки погрузился в труды Карла Маркса, прежде всего в «Капитал».
В период «Польского октября» 1956 года Лаский постепенно попал под влияние Михала Калецкого, который вернулся в Польшу из Генерального секретариата Организации Объединённых Наций в начале 1955 года. Влияние Калецкого, уже можно обнаружить в публикациях Лаского о равновесии на рынке потребительских товаров того времени. Схемы Маркса использовались для выявления источников инфляции и дефицита товаров в централизованно планируемой экономике. В своих публикациях Лаский постепенно отошёл от догматического марксизма и достиг определённой критической дистанции. Однако он ещё не вышел за рамки простой критики экономической политики. По его мнению, источником инфляционного давления были ошибки центрального плановика, его нежелание учиться на ошибках прошлого, недостаточная дисциплина руководителей и рабочих социалистических предприятий. В то время Ласки ещё не ставил под сомнение способность управления, собирать объективную информацию и составлять физически последовательные планы.

### Тесное сотрудничество с Михаилом Калецким (1961-68 гг.)
Вступление Михала Калецкого в SGPiS в 1961 году ознаменовало собой новый этап в научной карьере Казимежа Лаского. Он принадлежал к узкому кругу сотрудников Калецкого, и основное внимание было сосредоточено на теории роста социалистической экономики. Он выступил с одним из ключевых докладов (вместе с Влодзимежем Брусом) на конгрессе Международной экономической ассоциации в Вене в 1962 году и опубликовал в журнале «Экономист» несколько статей о факторах роста национального дохода, о влиянии внешней торговли на темпы роста и о роли выбора методов производства в определении темпов роста потребления и национального дохода. Также он проанализировал влияние снижения коэффициента капиталоотдачи на краткосрочные и долгосрочные пропорции в процессе роста. Его обширные исследования по теории роста завершились одной из главных работ по теории социалистического производства. Книга считалась классическим трудом по теории роста социализма, использовалась в качестве учебника в польских университетах и была переведена на чешский язык. Вместе с Калецким Лаский возглавил семинар по теории роста, который вскоре стал местом сбора группы молодых исследователей, интересующихся теорией планирования.
Еще одним основным направлением исследовательской и преподавательской деятельности Лаского был курс для экономистов из развивающихся стран. В 1968 году окружение Михаила Калецкого пало жертвой атак антисемитской кампании. Одной — хотя и не единственной причиной этих нападок — была интеллектуальная автономия круга, которая противоречила авторитарным притязаниям системы, даже если соратники Калецкого занимали определенно про социалистическую позицию. После этого Лаский эмигрировал в Австрию.

### Работа в Австрии до кризиса (1968-89 гг.)
В Австрии Казимеж Лаский впервые принял участие в создании отдела международной сравнительной экономики в австрийском Институте экономических исследований (WIFO). Он продолжил свои теоретические исследования в области теории роста социалистической экономики. Итогом этой работы стала его книга: «Темп роста и норма процента в социалистической экономике». В этой книге норма прибыли является распределительной категорией, а процентная ставка-определяющим фактором выбора методов производства. Они расходятся даже при условии «золотого правила накопления», предполагающего капиталоемкий технический прогресс. После назначения на должность заведующего экономическим факультетом в Линцском университете, Лаский расширил свою исследовательскую и преподавательскую деятельность. Одним из его ближайших коллег в Линцском университете был профессор Курт Ротшильд. Лаский передал своим ученикам, помимо общей теории Джона Мейнарда Кейнса — знания о подходе Калецкого, в частности о динамике капиталистической экономики и теории деловых циклов.
Его критика трудовой теории стоимости увеличилась под влиянием работ Пьеро Сраффы и Кембриджском споре о капитале. Лаский также участвовал в дискуссиях на тему: Тенденция нормы прибыли к понижению. В то же время он продолжил изучение Восточной Европы, основной области своих исследований. Ласки опубликовал много работ о пропорциях расширенного производства и роли импорта в социалистической экономике. В своем анализе он учитывал инфляцию, внешнеторговые обороты и «серую экономику». Другими темами его исследований в то время были проблемы национального учета и сравнения объемов потребления между Востоком и Западом, в частности сопоставимость индексов цен в рыночной и планируемой экономике. Лаский также тесно сотрудничал с Влодзимежем Брусом. Главным результатом их многолетнего научного сотрудничества стала книга: «Маркс и рынок» (1989).

### Работа в Австрии после краха социалистической экономики (1989—2015 гг.)
После распада восточного блока, Лаский сосредоточился на изменениях экономики стран Центральной, Восточной и Юго-Восточной Европы, в частности Польши. Он подверг критике меры «Вашингтонского консенсуса», предложенные и применяемые различными международными организациями в качестве «шоковой терапии», то есть максимально быстрой либерализации. Уже в 1989 году он предсказал — вопреки господствующему мнению и многим другим экономистам — резкое сокращение производства и длительную рецессию в странах с переходной экономикой в начале 1990-х годов.
Во время своего пребывания на посту в WIIW Ласки превратил его в авторитетный во всем мире исследовательский центр по экономическим и социальным вопросам. Казимеж Лаский также продолжал заниматься продвижением подхода Калецкого и его применением к новым экономическим реалиям. В ряде работ Ласки продемонстрировал фундаментальные недостатки модели AD-AS, одного из основных инструментов теории неоклассического синтеза.

### Участие в экономике Польши (1989—2015 гг.)
В 1989 году, во время краха коммунизма в Польше, Лаский попытался дать экономический совет новому польскому правительству. Он предупредил о негативных последствиях плана Бальцеровича — неолиберального экономического курса, проводимого новыми элитами Польши. Яцек Ростовский, который в то время работал с министром финансов, ответил Ласкому, обвинив его в вопиющих методологических ошибках в своем анализе. Лаский, разочарованный высокомерием молодого советника, остался критиком польской трансформации. Вместе с Влодзимежем Брусом Лаский написал книгу «От Маркса к рынку», в которой содержательно проанализировал капиталистические реформы, происходящие в настоящее время в Восточной Европе.
После экономического кризиса 2007-08 годов Казимеж Лаский воспользовался возвращением интереса к идеям Калецкого на Западе и продвинул этот интерес в Польше. Лаский пользовался вниманием среди молодого поколения польских экономистов. Приглашаемый разными институтами и ассоциациями, он регулярно посещал Польшу. Несмотря на преклонный возраст, оставался профессионально активным и взял на себя смелость оспорить господствующую в Польше неолиберальную догму. Вместе с зарубежными экономистами он проводил в Институте экономические семинары в 2013-15 годах. Книга 2015 года «Лекции по макроэкономике: капиталистическая экономика без безработицы» является результатом последних лет жизни Лаского. В учебнике представлены обновленные версии фундаментальных теорий Джона Мейнарда Кейнса и Михаила Калецкого.